# Область значений функции
О́бласть значе́ний (или мно́жество значе́ний) фу́нкции — множество, состоящее из всех значений, которые принимает функция.

## Определение
Пусть на множестве {\displaystyle X} задана функция {\displaystyle f}, которая отображает множество {\displaystyle X} в {\displaystyle Y}, то есть: {\displaystyle f:X\to Y}. Тогда областью (или множеством) значений  функции {\displaystyle f} называется совокупность всех её значений, которая является подмножеством множества {\displaystyle Y} и обозначается {\displaystyle f(X)}, {\displaystyle E(f)}, {\displaystyle R(f)} или {\displaystyle \mathrm {ran} \,f} (от англ. range):
{\displaystyle f(X)=\{y\in Y|\,y=f(x),\,x\in X\}}.

## Способы нахождения областей значений некоторых функций
- последовательное нахождение значений сложных аргументов функции;
- метод оценок;
- использование свойств непрерывности и монотонности функции;
- использование производной;
- использование наибольшего и наименьшего значений функции;
- графический метод;
- метод введения параметра;
- метод обратной функции.

## Терминология
В некоторых источниках различаются понятия области значений и множества значений функции. При этом областью значений функции называется её кодомен, то есть множество {\displaystyle Y} в обозначении функции {\displaystyle f:X\to Y}, а множеством значений функции называется совокупность всех значений {\displaystyle f(X)} функции {\displaystyle f}.
Множество значений {\displaystyle f(X)} называется также образом множества {\displaystyle X} при отображении {\displaystyle f}.
Иногда множество значений функции называют областью изменения функции.